# Socket AM3
Socket AM3 — роз'єм мікропроцесорів, розроблений компанією AMD. Є наступником розніму Socket AM2. Першим процесором для даного розніму був процесор на базі ядра Phenom II, випущений 2 лютого 2009 р. Єдиною відмінністю між Socket AM2+ та Socket AM3 полягає у підтримці процесорами для АМ3 інтегрованих контролерів оперативної пам'яті, який тепер на додачу до DDR2 підтримує ще й DDR3. Також разом із процесором Phenom II, компанія AMD представила платформу під кодовим іменем «Dragon» (дракон), яка складається з мікропроцесора Phenom II, графічного адаптера ATI HD4870 та чипсета AMD 790GX.